# Поморска медицина
Поморска или  бродска медицина, је једна од специјалности у оквиру превентивне медицине и медицине рада и подручје баромедицине које се бави проучавањем, селекцијиом и здравственом превенцијом услова живота и рада помораца, лечењем болести и повреда професионалних и спортских ронилаца, чланова бродских посада, рибара и поморских пилота и путника комерцијалних бродова. У прошлости је због дуготрајних путовања бродовима имала велико значење, данас је важна као део војне медицине и професионалног и спортског роњења. Област интересовања поморске медицине делимично се преклапа са медицином рада, тропском медицином и медицином путовања. У ово поглавље медицинске науке могу се укључити и студије здравствених проблема бродоградилишних радника и докера,а као посебна област у оквиру поморске медицине изучавају се и подводна и хипербарична медицина.
Имајући у виду да отприлике 1,5 милиона трговачких помораца и 33 милиона рибара свакодневно обавља свој посао на мору, често данима и недељама далеко од обале, у међународним водама, изван долета хеликоптера, указује на то колики је међународни значај поморска медицине, јер служи поморству, јединој правој глобалној привреди на свету.
На бродовима који вијоре заставе индустријализованих земаља, постоји обезбеђење посла за посаду и здравствена заштита за њих је прилично добро организована. Поморце редовно прегледају лекари, њихове медицинске трошкове у потпуности покрива осигурање, а јаки синдикати штите њихову социјалну сигурност и боре се за поштене плате.

## Историја
Предуслови
Почеци пловидбе везани су за праисторијско доба; дрвени сплав од укрштених балвана, примитивно повезан, био је прво пловно средство. У бронзаном, у старијем и млађем гвозденом добу трговачки промет је већ био толико развијен да су се градили и већи чамци, односно бродови; познато је да су први бродоградитељи били египћани, који су својим бродовима пловили по Црвеном мору (око 1700. год. п. н. е.) и све до Сомалије. Феничани су сматрани за најбоље поморце тог времена; пловили су по целом Средоземљу, а у 12. веку п. н. е. прошли су кроз Гибралтар у Атлантски океан; већ око 600. Године п. н. е. пловили су дуж западне обале и опловили Африку. У то време грчки бродови развијају трговину са свим прибрежним земљама Средоземља, а око 300. године п. н. е. плове Атлантиком уз обалу западне Европе и стижу до Енглеске и балтичких земаља.
Са друге стране копна, поморци земаља Персијског залива својим бродовима испловљавали су у Индијски океан и стизали до Индије и Индокине. У доба Римског царства познат је био тип брода корбита, а од византијских трговачких бродова помињу се караб и дромон.
Због посебно тешких животних услова на северу Европе, Викинзи су градили бродове способне за пловидбу северним морима, али и за брзе пиратске акције и пљачку; својим витким, чврстим и жилавим бродовима пловили су далеко од обала преко Атлантског океана, открили Исланд и Гренланд, а крајем 10. века чувени Ерик Црвени и касније његов син Лејф Ериксон допловили су и до земаља Северне Америке.
Средњовековне галије у Средоземљу добијају у 13. веку прва крмила постављена по средини брода: таквим бродовима су Ђеновљани и Млечани први пут у трговачком смислу речи одржавали сталне бродске линије Атлантским океаном и Црним морем; сличне бродове имале су и земље западне и северне Европе (чувене се океанска нава и Хансеатска кога) којима се одвијала пловидба Атлантским океаном и северним морима.
Избор морнара
У средњем веку али и касније, све до савременог доба, запослење помораца одвијало се наплански између два путовања, када је на брзину регрутован одређени број евентуалних будућих жртва или злостављених на дугим поморским путовањима.  А у поморским лукмаа у том периоду развијани су бројни "садржаји" због којих су поморци остајали без плате, уз помоћ алкохола дроге и проститутки или су уз помоћ организованих група киднаповани као радна снага на непознатом броду, пре него што би се ослободили утицаја алкохола или дроге.
Забринутост овом ситуацијом, а нарочито са неморалним преклапањем проституције и ширења венеричних болести, довела је до оснивања добротворних организација које су слале мисије у лучка подручја како би пружиле подрђку, храну и смештај, угроженаим морнарима, и обично су биле праћене верском поруком спасења. Ове мисије ће много деценија касније постати основа доношења данашњих норми социјалне помоћи помораца. 
Прва сазнања о заразним болестима и брига за здравље
Реални подстицај побољшању здравља помораца дала су и прва прихватање теорије о заразним болестима и начину преношења инфекције, као и спровођење рационалних превентивних мера које су уследиле у периоду од 1870 до 1890. године. У наредних тридесет година, до краја 19. века, следила су нова сазнања о улози артропода као вектора болести (жута грозница, маларија и тифус) што је омогућило стављање ових болести под контролу.  Следила је потом вакцинација против многих заразних болести а касније и имунопрофилакса. Захваљујући вакцинацији и противепидемијским мерама, инфекције које су били водећи узрок смрти помораца у деветнаестом веку су биле све ређе.
Унапређење исхране морнара
Друго важно побољшања живота помораца била је; квалитетнија исхрана, која је допуњена и коришћењем метода расхлађивања и конзервирања; развој радиомедицинских саветодавних услуга и увођењем обуке појединаца — службенике у медицинској заштити на бродовима и у лукама; оснивање бродских амбуланти у којима је омогућено болничко па чак и оперативно лечење.
Први кораци поморске медицине
Као практичаре у многим лучким и поморским градовима лекаре који су радили за лучке капетаније и бродарске компаније све више је заинтригирала поморска медицина која је средином 19. века доживела пуни процват у поморским земљама Европе и Америке. Наиме са све интензивнијим поморским саобраћаје и дужим пловидбама током касних средњевековних и почетком нововековних времена у Европи је довео до израде првих правних инструмената који се баве поморским здрављем. На међународном конгресу одржаном 1851. године у Паризу, посвећеном актуелној проблематици здравствених прилика на бродовима и здравственом васпитању помораца, закључено је да се у свакој земљи објави посебан приручник о поморској хигијени. Ово укључује захтеве за увођења карантина (изолације болесника), посебно око Средоземног мора, који су имали за циљ спречавање уноса трансмисивних заразних болести (попут куга и колере) у лучке градове. У том периоду уводе се Закони о бризи за болесне и повређене помораце у страним лукама којим су регулисане обавезе дужности и трошкови капетана брода почев од 19. века, у неким шпанским, француским и италијанским лукама.
Свесни специфичних прилика на броду, поморски лекари систематично и опширно наводили су у, све бројнијим истраживањима, за здравље потенцијално штетне факторе за које су сматрали да их може надвладати само поморац са високим психофизичким одликама које се постижу у првом реду чувањем и унапређивањем личног и колективног здравља. Тако су настала бројна упутства из превентиве у којима је посебна пажња посвећена упутствима о чувању хране и воде и одржавању личне хигијене, упутства о поступцима при рањавању и акутним болестима (која због специфичности ситуације то више нису била тек пука упутства из прва помоћ, већ „упутства из мала медицине” - највише што лаик може пружити уз одређена средства из бродске апотеке, којом је морао да буде опремљен сваки брод.
Међународне организације као што су ИЛО, СЗО, ИМО и ИТФ учиниле су много на увођењу закона који штите безбедност на раду, здравље и добробит међународних помораца, рибара и других поморских радника. Посебно је СЗО урадила много, подржавајући многе иницијативе и активности поморских здравствених служби у разним земљама, обучавајући и ширећи знања о здравственим проблемима помораца.
Године 1972. СЗО је одредила један истраживачки центар (Институт за поморску медицину у Гдињи) као њихов глобални референтни центар за поморску медицину. Од тада је именовано неколико центара за сарадњу СЗО у Хамбургу, Есбјергу, Бергену. У ове активности су се укључили и слични центри у другим земљама (Украјина, Русија, Вијетнам, Јапан, Литванија, Шпанија).
Међународни симпозијуми о поморској медицини спроводе се од првог организованог 1963. године, а здравствени радници из многих земаља које припадају Међународном поморском здравственом удружењу (ИМХА) редовно размењују искуства.
Научни часописи о поморској медицини издају се у Пољској, Јапану, Шпанији, Кини и Украјини.

## Основна разматрања
Поморци су људи који живе и раде у окружењу које је различито од оног на копну, било да се баве поморским превозом, риболовом или активностима на површини или испод воденог пространства. То значи да су њихови здравствени проблеми и проблеми нешто другачији и да су њихове потребе за адекватном здравственом заштитом, сличне онима у свим другим области људског живота, али и сасвим различите због последице негативних штетних утицаја средине у којој бораве и раде.
Поморци као специфична група имају висок проценат озбиљних и смртоносних повреда, посебно у риболову и роком времеснких непогаода на мору. Бројни облици болести су чешћи у поморству него код исте популације на копну.
Сваки брод за себе је заједница, обично мала и самодовољна, која на броду обавља низ дужности које су све од суштинског значаја за њихов ефективан рад. Неки задаци захтевају посебне способности, као што су добра вид за посматрача и низак ризик од изненадне дезоријентације у времену и простору.  Физичка спремност је такође потребна за многе рутинске задатке који се обављају ручно и могу бити од суштинског значаја за сваког поморца који их обавља у хитним случајевима као што је пожар или потреба за напуштањем брода.
Кроз историју поморства поморци су били извор преношења заразних болести из земље у земљу. Иако је ово сада мање важно, инфекције морају бити идентификоване тако да се њихово ширење на броду може минимизирати - посебно код оних који се на броду исхраном или код оних који имају лако преносиве инфекције које се брзо могу преносити од особе до особе.
Болестан поморац или особа која је повређена на мору нема приступ здравственој заштити. Стога на сваком броду мора постојати доступна медицинска опрема, и особа обучена да је користи и спремна да практично или информацијама о превенцији, дијагнози и лечењу спречи даље ширење болести. Ова област је често регулисана и у облику приручника израђених и подржаних од међународних организација или сталним приступом посаде брода саветима путем радио везе и/или телемедицине широм света.

## Најзначајнија питања
По својој дефиниција „поморске медицине“ покрива велики број питања, као што су:
- животна средина поморства (утицаји микроклиме и макроклиме, бука и вибрације на броду на поморце, друга изложеност у вези са радом),
- услови рада и живота на трговачким, путничким и рибарским бродовима и на нафтним платформама,
- санитарни проблеми на бродовима;
- исхрана и хигијена хране на броду,
- патологија радника запослених на бродовима (болести, незгоде и повреде),
- токсикологија поморства,
- егзотичне болести,
- здравствени проблеми особља морнарице,
- лична хигијена помораца,
- вакцинације чланова посаде брода и друге превентивне интервенције као њихово здравствено васпитање;
- обука помораца за пружање основних медицинских услуга на броду током путовања;
- здравствени стандарди за рад на мору,
- лекарски прегледе помораца и радиомедицинске савети за поседе бродова.[13]

Такође, проблеми роњења и подводне медицине укључени су у ову дефиницију. Међутим, ова област се посебно развијала и велики број специјализованих центара широм света запошљава специјалисте у овој области.
Они брину не само о професионалцима, већ и о рекреативним рониоцима и лече не само декомпресијску болест већ и друге случајеве несрећа и болести.

## Најзначајнији захтеви и проблеми
У овом делу приказани су најзначајнији захтеви и проблеми којима је изложен организам помораца за време боравка на броду.
Организација боравка и рада на броду
Море и његово пространство у коме се обавља пловидба јако је негостољубива средина за човека и може испољити бројне негативан утицај на његов организам, без обзира на врсту и тип пловила — брода. Бродови су попут пловећих предузећа која раде двадесет четири сата дневно, седам дана у недељи и генерално на њима ради минимални број особа неопходан за извршавање свих задатака. Импликација овога је да ако је неки члан посаде неспособан из било којег разлога, брод можда неће бити у могућности да плови јер остао без једна од карике у лацу која омогућава безбедну пловидбу.
Већина бродских радника раде седам дана у недељи и све време до краја свог путовања или престанка мандата на броду обављајући специфичне функције. Уговори са посадом се значајно разликују. Неки поморци раде на броду две до три или четири седмице. Други раде на броду од три месеца до две године, у зависности од типа брода, националности помораца и бродске заставе, што често неповољно утиче на здравствено стањи менталну и психофизичку способност морнара. Да би се олакша рад у двадесетчетвосатном циклусу, особље је најчешће подељено на раднике који раде у нормалним радним сатима од 08 до 17 часова, и раднике који рада у три смене познате и као „4 на 8”, које обухватају ово период од 4 сата рада и 8 сати ван рада.
Услови смештаја
У поморству постоје минимални стандарди за величину кабинета и услове околне у смислу буке и вентилације; међутим, они не препознају чињеници да је кабина помораца такође њихов дом и лични простор за време његовог вишедневног боравка на мору. Величине кабина је често веома мала и преграђене чак и на великим модерним бродовима. У таквим условима смештаја морепловци су изложен додатним стресогеним утицајима и интерперсоналним сукобима који су некада одлучујући за напуштање брода.
Могући ризици и вежбе спашавања
Брод је јединствена средина за људске активности. То је опасно радно окружење пуно потенцијално опасних роба и машина. То је мобилна структура која мора да буде тешка да би се сложила са морима и издржала зла непријатељског окружења, укључујући екстремне временске прилике, готово сваког дана свог живота. С друге стране, то је и дом за поморце који управљају бродом.
Ватра на броду је један од најопаснијих инцидената који се могу десити на броду. Ако се ватра открије благовремено, посада може спречити већу штету предузимањем хитних мере - као што је борба против ватре помоћу ватрогасног црева уз употребу заштите за дисајне органе. Ако се ватра већ прошири, посада приступа затварањем делова пловила и тамо где је доступна стручна помоћ, уз помоћ ватрогасних хеликоптера или бродова посада може смањити шансу за потпуни губитак пловила. Актуелни поморски прописи захтевају од сваког члана посаде на бродовима да учествују у најмање једном напуштању брода и једној противпожарној вежби сваког месеца. Док посаде путнички бродови морају обављати увежбавање најмање једног напуштени брод и једној противпожарној вежби сваке седмице. Поред тога, прописи захтевају да се чамци за спашавање морају покренути са њиховом посадом на броду и маневрисати у води најмање једном у свака три месеца.
Морска болест или болест кретања
Морска болест је облик кинотеза (болест кретања) и манифестује се поремећаји функција вегетативног нервог система код људи изложених посебним кретањима током пловидбе. Узрок морске болести је најчешћи покрет брода на узбурканом морукоје изазиваа љуљање. Морска болест се такође може јавити и код ронилаца под водом на мањим дубинама када се утицај великог таласа осећаја под водом.
Ови љуљеви изазивају претерану иритацију лавиринта унутрашњег ува. Поред центара за равнотежу за појаву морске болести одговорно је и;
- функција ока (гледајући предмете који се померајучовек појачаава морску болест док је посматрањем хоризонта ублажава);
- положај тела (лежећи положај или забацивање главе уназад спречава или олакшава морску болест);
- покретање трбушних органа у току кретања брода (стезник олакшава стање);
- непријатни мириси,
- посматрање особе која преживљава морску болест,
- несигурности и страха од вибрација брода.

Без обзира што се сматра да „морска болест” настаје као последица периодично убрзање и успоравање људског тела уз одговарајући оптички доживљај до ње може доћи и без кретања (нпр на симулаторима летења или на терминалу рачунара могуће је „оболети”.

## Задаци у свакодневној пракси
Главни аспекти у којима долази до изражаја стручност помореске медицине у свакодневној пракси су:
- Одлуке о томе ко може безбедно и ефикасно радити на мору без ризика за своје здравље или здравље других.
- Аранжмани који регулишу хитне медицинске ситуације на мору: обука, примена опреме, телемедицински савети, евакуација.
- Брига о здрављу и рехабилитација помораца који су болесни или повређени.
- Израда упутстава и препорука о радним и животним условима који ће бити сигурни и без ризика по здравље.
- Здравствени надзор над оних који су изложени ризицима на броду како би се правовремено утврдило њихово тренутно стање здравља.
- Препоруке о превентивним мерама које могу помоћи поморцима да одржати добро здравље у току свог радног века и у пензији.
- Прикупљање и анализа података о здрављу помораца и њихова примена за побољшање квалитета превенције и заштите у будућности.
- Израда законских одредбе које подстичу поморско здравље и начина на основи којих здравствени радници могу ефикасно доприниети здрављу, сигурности и добробити помораца.

## Услуге поморске медицине

### Скрининг и лекарски преглед
- Здравствени преглед – свеобухватни извршни скрининг
- Потврда о способности за поморце
- Медицински прегледи које су одобриле власти

### Дијагностика и медицинска истраживања
- Аудиометрија,  спирометрија, кардио стрес тест
- Комплетна медицинска лабораторија
- Скрининг на дрогу и алкохола (квалитативни и квантитативни) и управљање сродним питањима за контролу дрога
- Радиолошке услуге (МРТ, КТ, ПЕТ, ендоскопије, ангиографија и колонографија или колоноскопија) у болницама.

### Терапија
- Лечење болести и лечење зуба (амбулантно)
- Физиотерапија за хроничне болове и уганућа

### Профилакса
- Вакцинација и имунизација и профилактичке мере на бродовима
- Организација и лечење заразних болести на бродовима и трансфер у болнице.

#### Остале услуге
- Медицинска пратња и медицинска евакуација болесних помораца
- Телемедицинске услуге
- Препоруке специјалиста и трансфер уз асистенцију.
- Побољшање квалитета живота помораца и успешна егзистенција
- Ревизија бродских болница и санитета.